# Lasse Sætre
Lasse Sætre (n. 10 martie 1974, Oslo, Norvegia) este un patinator de viteză ce a reprezentat Norvegia, medaliat olimpic. A participat la 3 ediții ale Jocurilor Olimpice (1998, 2002, 2006) în care a câștigat o medalie de bronz.